# François Webber
 (septembre 2020).
Si vous disposez d'ouvrages ou d'articles de référence ou si vous connaissez des sites web de qualité traitant du thème abordé ici, merci de compléter l'article en donnant les références utiles à sa vérifiabilité et en les liant à la section « Notes et références ».
Pour les articles homonymes, voir Webber.
François Webber est un religieux catholique français né en 1819 et mort en 1864. Membre de la Compagnie de Jésus, il arriva en 1844 à Bourbon, où il imprima un dictionnaire franco-malgache. Il entra ensuite de façon clandestine à Madagascar en se faisant passer pour un pharmacien nommé Joseph accompagnant le docteur Jean Milhet-Fontarabie, venu à Tananarive pour opérer un proche de la reine Ranavalona Ire. Il fonda la paroisse d'Andohalo, près de la capitale.